# Hassan Muath Fallatah
Hassan Muath Fallatah (* 27. ledna 1986) je saúdskoarabský fotbalista hrající na postu obránce, který v současnosti hraje za saúdskoarabský klub Al Shabab FC.